# يان بيدفورد
يان بيدفورد (11 فبراير 1930 في المملكة المتحدة - 18 سبتمبر 1966) (بالإنجليزية: Ian Bedford)‏ هو لاعب كريكت بريطاني. لعب مع نادي مقاطعة ميدلسكس للكريكت ‏.

## وصلات خارجية
- يان بيدفورد على موقع إي آس بي آن كريك إنفو (الإنجليزية)